# Pericoma bavarica
Pericoma bavarica és una espècie d'insecte dípter pertanyent a la família dels psicòdids present a Euràsia, incloent-hi l'Extrem Orient Rus.